# Saosyant
Saosyant (avestiska: 𐬯𐬀𐬊𐬳𐬌𐬌𐬀𐬧𐬝 saoš́iiaṇt̰) är namnet på den upplysta människan i Zarathustras Sånger och också beteckningen på världsfrälsaren som enligt zoroastrismen ska framträda i tidens ände.
Inom zoroastrismen tror man att den siste saoshyant ska födas av en jungfru sedan hon badat i en sjö där Zarathustras bevarade säd finns. När saoshyant återvänder ska han samla de goda skarorna i en slutstrid mot ondskans makter innan världen förstörs i en världsbrand och återskapas på nytt.